# Bolivia en los Juegos Olímpicos de Cortina d'Ampezzo 1956
Bolivia estuvo representada en los Juegos Olímpicos de Cortina d'Ampezzo 1956 por un deportista masculino que compitió en esquí alpino.
El portador de la bandera en la ceremonia de apertura fue el esquiador alpino René Farwig. El equipo olímpico boliviano no obtuvo ninguna medalla en estos Juegos.